# Bhusawal
Bhusawal es una ciudad y  municipio situada en el distrito de Jalgaon en el estado de Maharashtra (India). Su población es de 187421 habitantes (2011), y 203774 habitantes incluyendo su área metropolitana. Se encuentra a orillas del río Tapi, a 19 km de Jalgaon.

## Demografía
Según el censo de 2011 la población de Bhusawal era de 187421 habitantes, de los cuales 96147 eran hombres y 91274 eran mujeres. Bhusawal tiene una tasa media de alfabetización del 88,78%, superior a la media estatal del 82,34%: la alfabetización masculina es del 91,74%, y la alfabetización femenina del 84,87%.